# Maria Kantakuzena Paleologina
Maria Kantakuzena (bułg.: Мария Палеологина) – caryca bułgarska w latach 1270–1279, żona Konstantyna Asena Ticha, siostrzenica cesarza bizantyńskiego Michała VIII Paleologa. W latach 1277–1278 po śmierci męża sprawowała regencję w imieniu małoletniego syna Michała II Ticha. W 1278 roku ponownie wyszła za mąż za wodza powstańców Iwajłę, który przyjął tytuł carski.

## Życie

### Caryca Bułgarii
Córka arystokraty bizantyńskiego Jana Kantakuzena i siostry cesarza bizantyńskiego Michała VIII Paleologa Eulogii (Ireny). Po śmierci zawziętej przeciwniczki cesarza, carowej Ireny Laskariny około 1270 roku Michał VIII za owdowiałego cara Konstantyna Asena Ticha. Jednocześnie z małżeństwem car zawarł przymierze z Bizancjum, którego owocem miało być przekazanie w wianie, pozostających od około 1262 roku przy Bizancjum, miast portowych: Messembrii i Anchialos. W 1271 roku Maria urodziła Konstantynowi Tichowi syna Michała. Cesarz bizantyński zwlekał jednak z przekazaniem jej wiana Bułgarom. Car podjął więc w 1272 roku przygotowania do wojny przeciw Bizancjum. Jednak najazd z północy Tatarów, z którymi Michał VIII zawarł przymierze, wydając za wodza Tatarów Nogaja swą nieślubną córkę Eufrozynę, sparaliżował jego poczynania.
W 1274 roku cesarz Michał VIII zagrożony poczynaniami króla sycylijskiego Karola Andegaweńskiego zawarł unię kościelną z Rzymem w Lyonie. Matka Marii, Eulogia, ulubiona siostra cesarza, wystąpiła stanowczo przeciw unii, po czym zbiegła z Konstantynopola i schroniła się na dworze swej córki w Tyrnowie. Odtąd Bułgaria miała się stać na kilka lat centrum intryg wymierzonych przeciw dworowi cesarskiemu w Konstantynopolu. Jednocześnie Maria podjęła zabiegi mające na celu zapewnienie sukcesji po starzejącym się mężu, jej małoletniemu synowi Michałowi. Wszczęła represje przeciw niechętnym jej bojarom tyrnowskim, pozbawiła też życia prawowitego następcę tronu, syna męża z pierwszego małżeństwa.
Na początku 1277 roku mąż Marii uległ wypadkowi spadając z konia. Po wypadku nigdy już nie odzyskał pełnej sprawności fizycznej. W tym samym roku zamieszki chłopskie w północno-wschodniej Bułgarii przerodziły się w chłopską rebelię. Na czele powstańców stanął chłop z północy Bułgarii Iwajło. Jesienią 1277 roku nieliczna armia prowadzona przez chorego cara została rozbita przez powstańców. Konstantyn Tich zginął w bitwie.

### Regentka
Po śmierci Konstantyna Ticha Maria doprowadziła do obwołania carem jej 6-letniego syna, Michała. Pokonawszy armię carską powstańcy zaczęli zdobywać warowne miasta. Pozbawieni kierownictwa bojarowie nie byli w stanie stawić mu oporu. Wiosną 1278 roku Iwajło obległ Tyrnowo. Cesarz bizantyński Michał VIII, początkowo poparł Iwajłę przeciw Konstantynowi Tichowi i nawet ofiarował mu rękę swej córki, sądząc że w ten sposób wspiera opozycję bojarską przeciw carowi. Po śmierci Konstantyna Ticha zorientował się jednak, wskutek rozmów z napływającymi do Bizancjum uciekinierami z terenów objętych powstaniem, o chłopskim rodowodzie powstańców i poparł wychowanego w Bizancjum syna Mico Asena, Iwana Mico, po matce wnuka Iwana Asena II. Michał ożenił go ze swą córką i wysłał na czele armii bizantyńskiej do Bułgarii. Wobec pojawienia się kolejnego kandydata do korony, mogącego zdobyć większe poparcie bojarstwa niż chłop Iwajło, carowa Maria otwarła przed chłopskim wodzem bramy Tyrnowa.

### Ponownie jako caryca
Iwajło objął tron carski poślubiając Marię. Zobowiązał się też do zachowania jej pozycji i pozycji bojarstwa tyrnowskiego. Wkrótce po objęciu władzy w państwie rozbił nadciągających od północy Tatarów pod wodzą Kasimbeja, po czym zwrócił się ku nadciągającym od południa kilkoma drogami, przez przełęcze Starej Płaniny i od strony morza, Bizantyńczykom dowodzonym przez Michała Glawasa Tarchaniotę. Przez kilka miesięcy toczył walki z Grekami. W 1279 roku od północy wtargnął kolejny zagon tatarski. Iwajło z główną armią wyruszył mu na spotkanie. Iwan Mico na czele wojsk bizantyńskich podszedł pod Tyrnowo, które zostało przez bojarów wydane Grekom. Marię wraz z synem Michałem II Tichem odesłano do Konstantynopola. Dalsze jej losy nie są znane.

## Związki rodzinne
|  |  |  |                                       |                                             |                                             |                                                      |                                                      |                              |   |   |   |  |  |
|  |  |  |                                       |                                             | Andronik Paleolog                           | Andronik Paleolog                                    | Teodora Paleologina                                  | Teodora Paleologina          |   |   |   |  |  |
|  |  |  |                                       |                                             |                                             |                                                      |                                                      |                              |   |   |   |  |  |
|  |  |  |                                       |                                             |                                             |                                                      |                                                      |                              |   |   |   |  |  |
|  |  |  |                                       | Jan Kantakuzen                              | Jan Kantakuzen                              | Eulogia (Irena) Paleologina                          | Eulogia (Irena) Paleologina                          |                              |   |   |   |  |  |
|  |  |  |                                       |                                             |                                             |                                                      |                                                      |                              |   |   |   |  |  |
|  |  |  |                                       |                                             |                                             |                                                      |                                                      |                              |   |   |   |  |  |
|  |  |  | 1 Konstantyn Tich (panował 1257-1277) | 1 Konstantyn Tich (panował 1257-1277)       | Maria Paleologina Kantakuzena               | Maria Paleologina Kantakuzena                        | 2 Iwajło (panował 1278-1280)                         | 2 Iwajło (panował 1278-1280) |   |   |   |  |  |
|  |  |  |                                       |                                             |                                             |                                                      |                                                      |                              |   |   |   |  |  |
|  |  |  |                                       |                                             |                                             |                                                      |                                                      |                              |   |   |   |  |  |
|  |  |  |                                       |                                             | 1                                           | 1                                                    | 2                                                    | 2                            | 2 | 2 | 2 |  |  |
|  |  |  |                                       | Michał II Tich (ur. 1271 panował 1277-1279) | Michał II Tich (ur. 1271 panował 1277-1279) | dziecko z drugiego małżeństwa (urodzone w Bizancjum) | dziecko z drugiego małżeństwa (urodzone w Bizancjum) |                              |   |   |   |  |  |